# Rory Carroll
Rory Carroll (* 1972 in Dublin) ist ein irischer Journalist, der für The Guardian arbeitet.

## Leben
Carroll wurde in Dublin geboren und wuchs in Brüssel auf. Er studierte am Blackrock College, am Trinity College und später an der Universität Dublin. Seine Arbeit als Journalist begann er im Jahr 1995 bei den Irish News. Im Jahr 1997 ging er nach London, um für den Guardian zu arbeiten.
1999–2002 war Carroll Korrespondent in Rom, zwischen 2002 und 2005 war er in Afrika tätig und hatte sein Büro in Johannesburg. Er schrieb über die Herausforderungen für Zimbabwe und Südafrika und über die Ernährungs- und Gesundheitsprobleme Afrikas. Sein Artikel über Vergewaltigung in Kongo wurde als Vorwort eines Essays für ein Buch von Human Rights Watch über Folter benutzt.
Im Januar 2005 wurde er nach Bagdad geschickt, um dort über die Lage in Irak zu berichten. Am 19. Oktober 2005 wurde Carroll während eines Gesprächs mit einem Opfer der Saddam-Hussein-Diktatur entführt. Das Interview war mit Hilfe des Büros von Muqtada as-Sadr organisiert worden. Die Entführer ließen Carroll einen Tag später frei.
Im April 2006 schickte der Guardian ihn nach Caracas, um als Lateinamerika-Korrespondent zu arbeiten.
Im März 2013 veröffentlichte er El Comandante, Hugo Chávez’s Venezuela. Das Buch wurde ins Chinesische, Estnische, Italienische, Polnische, Portugiesische und Spanische übersetzt.
2012–2018 berichtete er aus Los Angeles über die USA, insbesondere über die Westküste. Er hat zahlreiche Artikel über die Einwanderer und die Einwanderungspolitik in den Vereinigten Staaten geschrieben.
Seit 2018 lebt Carroll wieder in Dublin und ist dort für den Guardian als Irland-Korrespondent tätig.